# Mephentermine
Mephentermine là một chất kích thích tim. Nó trước đây được sử dụng trong thuốc hít thông mũi Wyamine và trước đó là một chất kích thích trong tâm thần học.
Nó đã được sử dụng như là một chất điều trị bệnh huyết áp thấp.
Phân loại ATC: C01CA11 - mephentermine; Thuộc nhóm chất kích thích tim adrenergic và dopaminergic không bao gồm glycoside. Dùng trong điều trị suy tim.

## Cơ chế hoạt động
Mephentermine dường như hoạt động bằng cách kích thích gián tiếp các thụ thể β-adrenergic gây ra sự giải phóng norepinephrine từ các kho lưu trữ của nó. Nó có tác dụng tăng co bóp dương tính trên cơ tim. Thời gian dẫn truyền AV và thời gian chịu tác dụng của nút AV được rút ngắn với sự gia tăng tốc độ dẫn truyền tâm thất. Mephentermine làm giãn các động mạch và tiểu động mạch trong cơ xương và giường mạch máu mạc treo, dẫn đến sự gia tăng của máu trở lại tĩnh mạch.
Thời gian tác dụng khởi phát của mephentermine là 5 đến 15 phút với liều tiêm cơ bắp, và ngay lập tức với liều tiêm tĩnh mạch.
Thời gian gây tác dụng của mephentermine là 4 giờ với liều tiêm bắp và 30 phút với liều tiêm tĩnh mạch.

## Chỉ định và liều lượng
Để duy trì huyết áp ở trạng thái huyết áp thấp, liều cho người lớn là 30 mg mephentermine như một liều duy nhất, lặp đi lặp lại khi cần thiết hoặc tiếp theo là truyền tĩnh mạch 0,1% mephentermine trong 5% dextrose, với tốc độ và thời gian dùng tùy theo đáp ứng của bệnh nhân.